# Aberdeen Channel
Aberdeen Channel (kinesiska: 香港仔海峽) är ett sund i Hongkong (Kina). Det ligger i den centrala delen av Hongkong.